# Iswandi (velocista)
Abdul Hamid Abdullah Iswandi, noto semplicemente come Iswandi (1º gennaio 1991), è un velocista indonesiano.

## Biografia
Esordisce a livello internazionale nel 2011, ai campionati asiatici di Kōbe, come membro della staffetta 4×100 metri indonesiana. La squadra, formata oltre a lui da Farrel Octaviandi, Mohd Fadlin e Heru Astriyanto, si ferma alle batterie con un modesto 40"52.
Inizia la stagione 2016 partecipando ai mondiali indoor di Portland, dove si ferma alla batterie dei 60 metri piani con un miglior personale di 6"77.
L'estate del 2017 vola a Kuala Lumpur in occasione dei XXIX Giochi del Sud-est asiatico; dopo aver superato agevolmente le batterie, il 22 agosto si piazza settimo nei 100 metri piani con un tempo di 10"72, in una gara segnata da un acceso duello fra il promettente Khairul Hafiz Jantan (10"34), il campione in carica Eric Cray (10"42) e il terzo classificato Kritsada Namsuwun (10"42). Tre giorni dopo coglie un argento nella staffetta 4×100 metri in 39"05 (tempo da nuovo primato nazionale), con un quartetto composto da Mohd Fadlin, Eko Rimbawan, Yaspi Boby e lo stesso Iswandi in seconda frazione.

## Record nazionali

### Seniores
- Staffetta 4×100 metri: 39"05 ( Kuala Lumpur, 25 agosto 2017) (Mohd Fadlin, Iswandi, Eko Rimbawan, Yaspi Boby)

## Progressione

### 100 metri piani
| Stagione | Tempo | Luogo     | Data      | Rank. Mond. |
| -------- | ----- | --------- | --------- | ----------- |
| 2015     | 10"42 | Singapore | 4-4-2015  |             |
| 2012     | 10"41 | Rumbai    | 12-9-2012 |             |
| 2010     | 10"90 | Giacarta  | 7-8-2010  |             |

## Palmarès
| Anno | Manifestazione              | Sede         | Evento      | Risultato        | Prestazione | Note                                     |
| ---- | --------------------------- | ------------ | ----------- | ---------------- | ----------- | ---------------------------------------- |
| 2011 | Campionati asiatici         | Kōbe         | 4×100 m     | Batteria         | 40"52       |                                          |
| 2013 | Universiade                 | Kazan'       | 100 m piani | Quarti di finale | 10"80       |                                          |
| 2013 | Giochi del Sud-est asiatico | Naypyidaw    | 100 m piani | Argento          | 10"51       |                                          |
| 2013 | Giochi del Sud-est asiatico | Naypyidaw    | 4×100 m     | Bronzo           | 40"15       | Miglior prestazione personale stagionale |
| 2015 | Giochi del Sud-est asiatico | Singapore    | 100 m piani | Bronzo           | 10"45       |                                          |
| 2015 | Giochi del Sud-est asiatico | Singapore    | 4×100 m     | Bronzo           | 39"32       | Miglior prestazione personale stagionale |
| 2016 | Mondiali indoor             | Portland     | 60 m piani  | Batteria         | 6"77        | Miglior prestazione personale            |
| 2017 | Giochi del Sud-est asiatico | Kuala Lumpur | 100 m piani | 7º               | 10"72       |                                          |
| 2017 | Giochi del Sud-est asiatico | Kuala Lumpur | 4×100 m     | Argento          | 39"05       | Record nazionale                         |